# Zambiaans humanisme

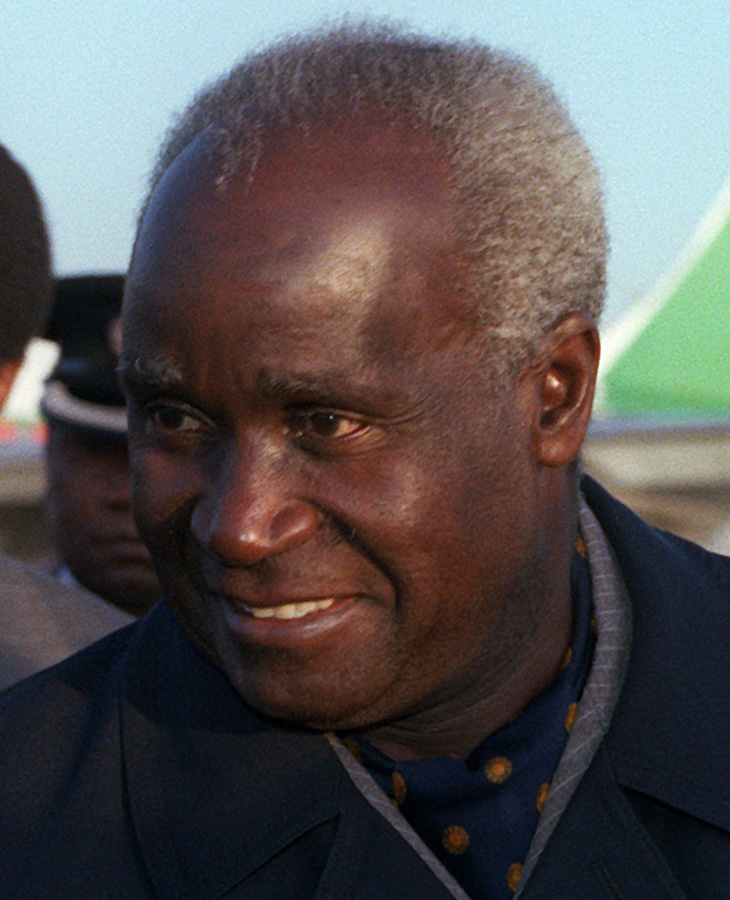
Kenneth Kaunda in 1983

Het Zambiaans humanisme is een politieke filosofie die werd ontwikkeld door de Zambiaanse oud-president Kenneth Kaunda. Van 1968 tot 1991 was het de officiële ideologie van het land.
De kern van het Zambiaans humanisme is dat de hele organisatie van de samenleving van de maatschappij in dienst moet staan van een menswaardig bestaan voor elk individu. De economische doelstellingen zijn daarom niet in de eerste plaats gericht op het nationale inkomen, maar op de levensstandaard van iedere individuele Zambiaan. In de praktijk betekent dit dat iedere Zambiaan moet kunnen beschikken over voldoende materiële voorzieningen. Door de oneindige waarde van het individu centraal te stellen meende Kaunda een middenweg te hebben gevonden tussen het communisme enerzijds en het kapitalisme anderzijds. Klassenstrijd wordt door Kaunda afgewezen omdat Zambia historisch gezien geen op klassen gefundeerde samenleving kent. Door overname van buitenlandse ondernemingen door de staat wordt het buitenlandse kapitalisme vervangen door staatskapitalisme. Kaunda noemde dit proces Zambianization ("Zambianisatie")
In de praktijk heeft het economisch aspect van Zambiaans humanisme - ondanks de nobele intenties - nooit goed gefunctioneerd. De kloof tussen idealisme en de praktijk kwam pas goed aan het licht toen bleek dat de kloof tussen de velen armen en het kleine groepje rijken in de loop van de jaren 1980 steeds groter was geworden. Bij de democratische verkiezingen van 1991 leden Kaunda en zijn regeringspartij UNIP een enorme nederlaag. De nieuwe regering van de Movement for Multiparty Democracy onder Frederick Chiluba liberaliseerde de economie en verkocht de staatsbedrijven aan particuliere ondernemers, waarna er een einde kwam aan het beleid van economische planning. 
Kaunda's Zambiaans humanisme is sterk beïnvloed door het christelijk humanisme, de geweldloosheidsleer van Mahatma Gandhi, het Afrikaans socialisme (met name Nyerere's Ujamaa) en verschillende panafrikaanse ideeën.  

## Principes van het Zambiaans humanisme
1. De mens staat centraal;[8]
2. de waardigheid van ieder afzonderlijk mens;
3. de ene mens mag de andere mens niet uitbuiten;
4. gelijke kansen voor iedereen;
5. hard werken en zelfredzaamheid;
6. samenwerken;
7. familiezin (familie in de breedste zin van het woord): men zorgt voor elkaar;
8. loyaliteit en patriottisme.